# Lunzenau
Lunzenau (phát âm tiếng Đức: [ˈlʊntsənaʊ]) là một thị xã ở huyện Mittelsachsen, trong bang tự do Sachsen, nước Đức. Đô thị Lunzenau có diện tích 28,06 km², dân số thời điểm ngày 31 tháng 12 năm 2005 là 4996 người. Đô thị này tọa lạc bên sông Zwickauer Mulde, 16 km về phía tây của Mittweida, và 18 km về phía tây bắc của Chemnitz.